# Emilie Efinda
 (février 2023).
Émilie Efinda, née le 31 août 1950 à Bukavu, est une écrivaine congolaise, conseillère en matière de travail et prévoyance sociale à la présidence de la république démocratique du Congo.

## Biographie
Elle a étudié à l'Université libre de Bruxelles, en pharmacie. Ensuite, elle travaille dans l'entreprise du quinquina et de la production de la quinine dans sa ville natale. Elle fuit la guerre de grands lacs en 1966 avec toute sa famille pour émigrer à Kinshasa. Cette guerre qui est l'inspiration de son roman Grand lacs: sur les routes malgré nous! Elle est secrétaire générale de l’Union nationale des travailleurs du Congo(UNTC) et secrétaire générale de l'ONG :«Mémoire et dignité du Congo.» en 2011.

## Publications
- 2009 : Grands Lacs: sur les routes malgré nous![2]